# 1136
| Calendário gregoriano                                                        | 1136 MCXXXVI                                          |
| Ab urbe condita                                                              | 1889                                                  |
| Calendário arménio                                                           | 585 – 586                                             |
| Calendário bahá'í                                                            | -708 – -707                                           |
| Calendário budista                                                           | 1680                                                  |
| Calendário chinês                                                            | 3832 – 3833 Início a 5 de fevereiro (aproximadamente) |
| Calendário copta                                                             | 852 – 853                                             |
| Calendário etíope                                                            | 1128 – 1129                                           |
| Calendários hindus - Vikram Samvat - Calendário nacional indiano - Cáli Iuga | 1191 – 1192 1057 – 1058 4236 – 4237                   |
| Calendário Holoceno                                                          | 11136                                                 |
| Calendário islâmico                                                          | 530 – 531                                             |
| Calendário judaico                                                           | 4896 – 4897                                           |
| Calendário persa                                                             | 514 – 515                                             |
| Calendário rúnico                                                            | 1386                                                  |
| Calendário solar tailandês                                                   | 1679                                                  |

1136 (MCXXXVI, na numeração romana) foi um ano bissexto do século XII do Calendário Juliano, da Era de Cristo, e as suas letras dominicais foram E e D (53 semanas), teve início a uma quarta-feira e terminou a uma quinta-feira.
No território que viria a ser o reino de Portugal estava em vigor a Era de César que já contava 1174 anos.
| Ano completo                           |
| -------------------------------------- |
| Ano bissexto com início à quarta-feira |

## Eventos
- Miranda do Corvo recebe foral de D. Afonso Henriques, em 19 de Novembro.

## Mortes
- Amalrico IV de Montfort n. 1063 foi conde de Evreux.
- 15 de Novembro - Leopoldo III da Áustria n. 1073.